# Гайдукевич Віталій Віталійович
Віталій Віталійович Гайдукевич (нар. 24 травня 1976, Київ) — український журналіст та телеведучий.

## Життєпис
Народився 24 травня 1976 року у Києві.
У шкільні роки проживав у Рівному, де закінчив історико-соціологічний факультет місцевого державного педагогічного інституту. Отримав диплом з відзнакою за фахом «Всесвітня історія і народознавство».
З 1996 по 2000 рік був автором програми та ведучим «Радіо Трек» у Рівному.
З 2000 по 2004 рік був автором та програмним директором на радіостанціях «Радіо великого міста», «Ніко-FM» у Києві.
З 2004 по 2007 рік був ведучим новин і програми «Вчасно. Про головне» на телеканалі НТН.
З 2007 по 2011 рік працював ведучим на телеканалі «1+1».
З 2011 р. працював на телеканалі «ТВі».
З 2013 року був ведучим вечірніх новин на «5 каналі».
З 2014 року був ведучим програми «Час. Підсумки дня».
31 травня 2019 року був обраний у центральну політраду партії «Європейська Солідарність».

## Висловлювання
|  | «Говорити відверто про політику, називаючи речі своїми іменами, варіантів було аж… один — 5 канал. Тому я тут. Лишитися відвертим із глядачем. Так повелося — щоразу, коли я втрачав можливість говорити, що думаю, я йшов. Для мене важливо дивитися людям в очі і не червоніти». |

|  | «Я не хочу чути Донбас. Це не правильно… Чим Донбас такий особливий, що вся країна… решта 23 регіони повинні прислухатись до Донецька та Луганська?… На якій підставі, Донбас, ти вирішив, що ти важливіше, ніж Буковина?… Ти такий же, як і всі. |

## Нагороди
Отримав премію «Людина року-2014», ставши переможцем номінації «Телевізійний журналіст року».

## Захоплення
Історія Європи, геральдика, музика. Грає на гітарі й контрабасі.

## Родина та особисте життя
Одружений, має двох синів.